# Montealegre del Castillo
Montealegre del Castillo è un comune spagnolo situato nella comunità autonoma di Castiglia-La Mancia.